# 영산홍
영산홍(映山紅, 학명: Rhododendron indicum)은 진달래목 진달래과의 한 종으로, 연산홍이라고도 하며, 4~6월에 꽃이 피는 식물이다. 일본이 원산지로, 주로 관상용으로 심어, 주위에서 진달래, 철쭉 등과 같이 볼 수 있다. 꽃은 주로 빨간색으로 피며, 분홍색, 흰색 등이 있다.

## 특징
공중습도가 있고, 통풍이 잘 되는 장소를 좋아하고 건조함을 싫어하지만 영하 7도 정도의 추위에도 잘 견디는 추위에 강한 꽃이다
영산홍은 수술이 5개, 산철쭉은 수술 10개이므로 이것으로 영산홍과 철쭉을 구분할 수 있다.

## 갤러리

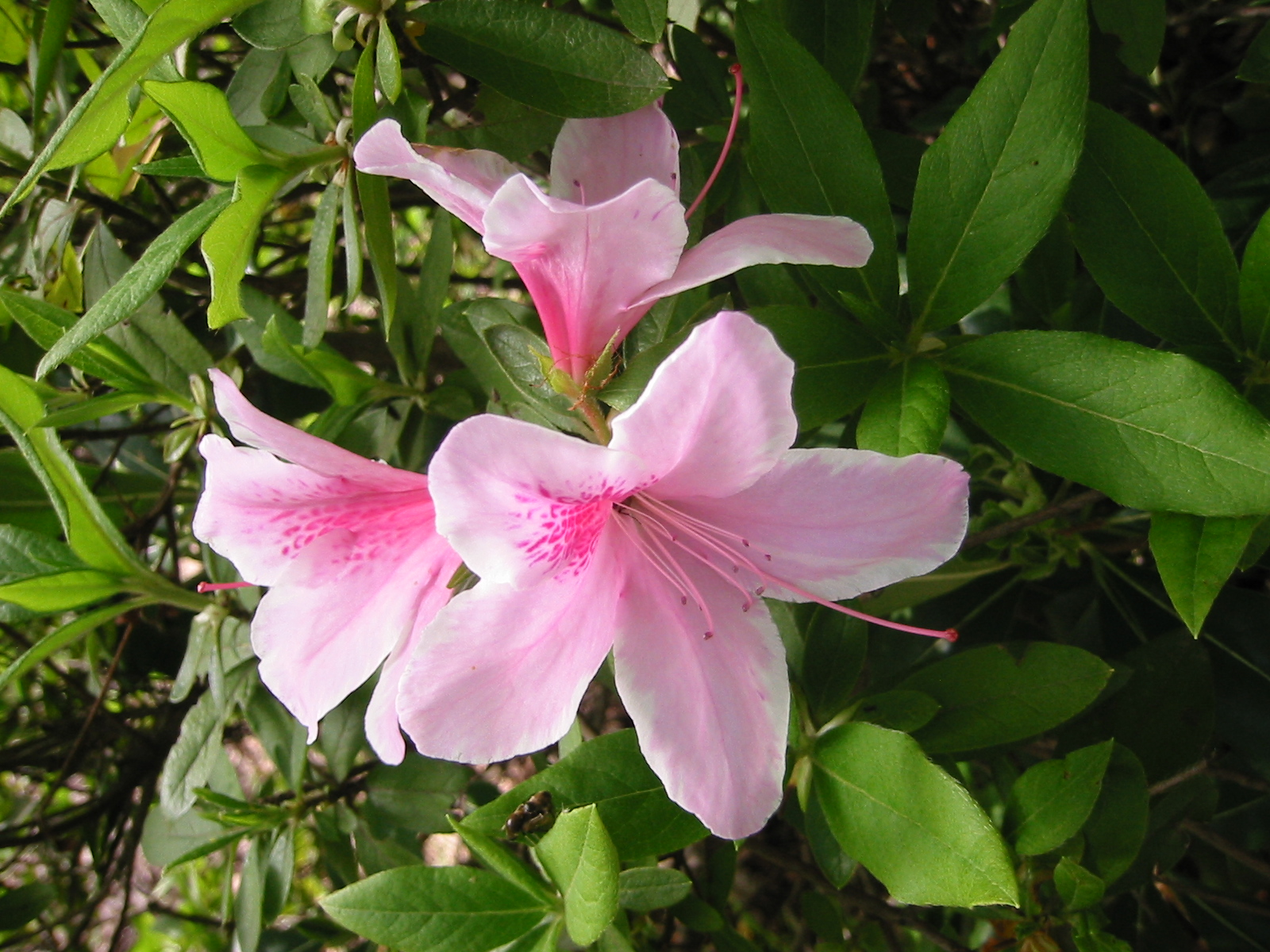
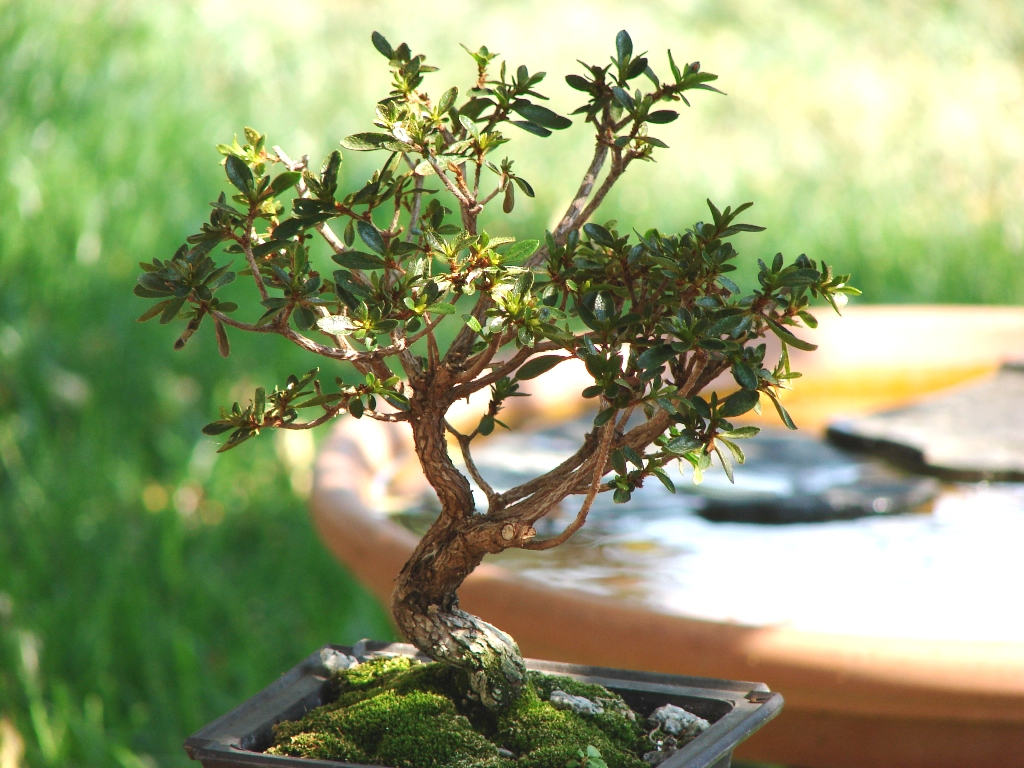
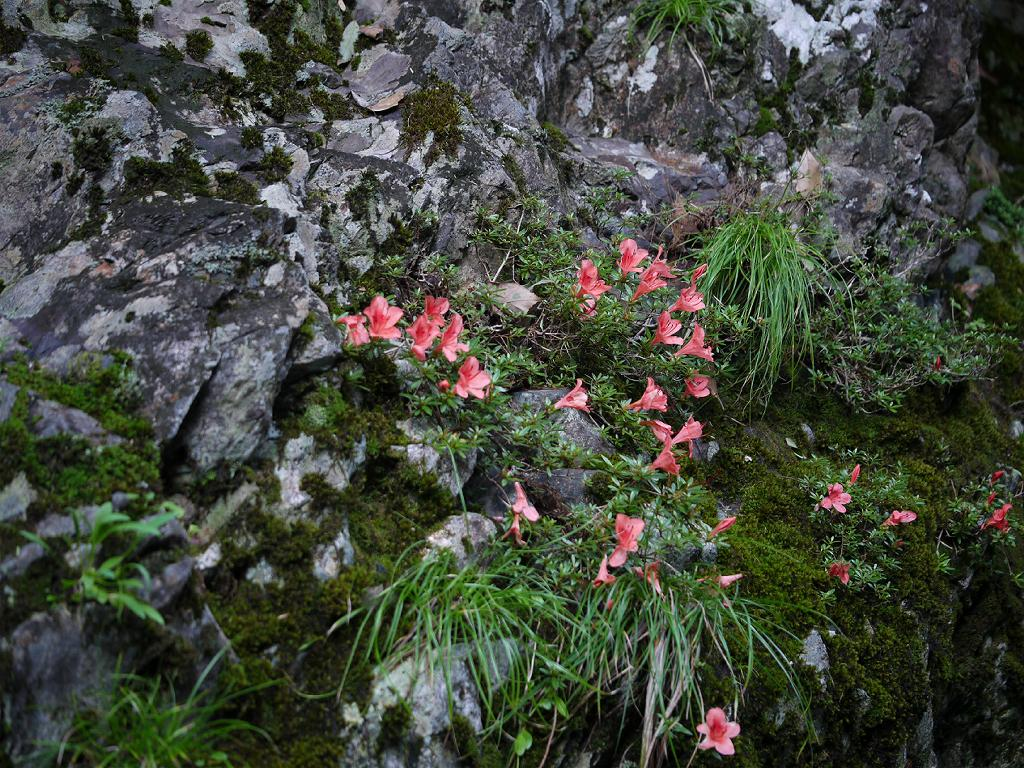
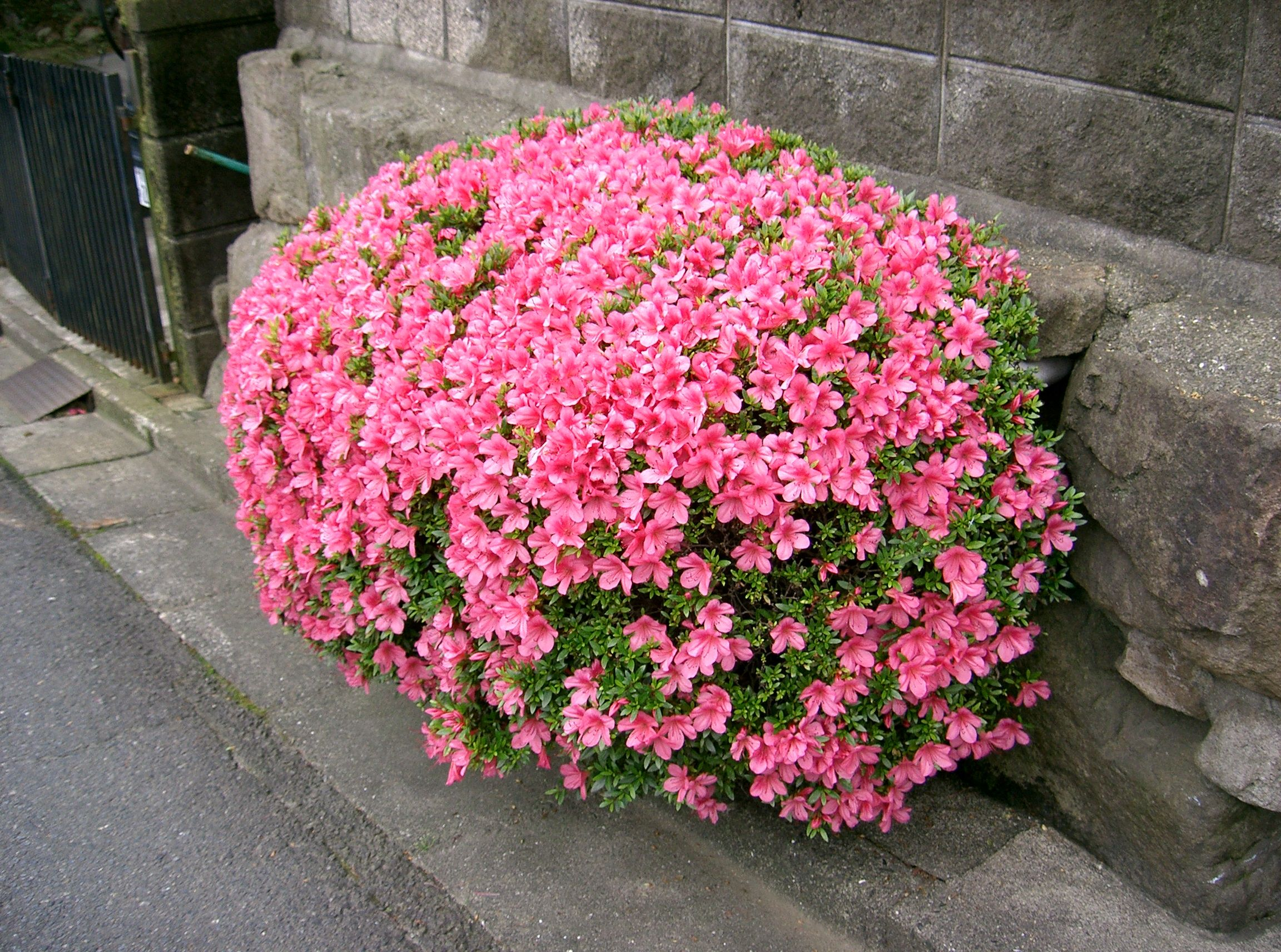